# Bathyraja andriashevi
Bathyraja andriashevi es una especie de pez de la familia de los Rajidae en el orden de los Rajiformes.

## Morfología
Los machos pueden llegar a alcanzar los 75,6 cm de longitud total.

## Reproducción
Es ovíparo y las hembras ponen huevos envueltos en una cápsula córnea.

## Hábitat
Es un pez marino de aguas profundas que vive entre 1390 y 2004 m de profundidad.

## Distribución geográfica
Se encuentra en el océano Pacífico occidental: Japón e Indonesia.

## Observaciones
Es inofensivo para los humanos.